# Liste der Naturdenkmale in Herschberg
Die Liste der Naturdenkmale in Herschberg nennt die im Gemeindegebiet von Herschberg ausgewiesenen Naturdenkmale (Stand 23. Mai 2024).

## Naturdenkmale
| Nr.         | Bezeichnung                     | Lage                                                      | Beschreibung           | Bild                                    |
| ----------- | ------------------------------- | --------------------------------------------------------- | ---------------------- | --------------------------------------- |
| ND-7340-239 | Eichenreihe                     | südlich des Ortes; Abteilung Am Bärenborn Lage            | Quercus sp., 50 Bäume  | Direkt Bild zu diesem Denkmal hochladen |
| ND-7340-240 | Napoleonseichen                 | südöstlich des Ortes; Abteilung Am Walterstaler Berg Lage | Quercus sp., 16 Bäume  | Direkt Bild zu diesem Denkmal hochladen |
| ND-7340-316 | Felsen mit Quelle am Kaltenberg | südlich des Ortes an der L 475 Lage                       | ungefasste Quelle      | Direkt Bild zu diesem Denkmal hochladen |
| ND-7340-320 | Dorfkastanie                    | Hauptstraße, bei Nr. 22 Lage                              | Aesculus hippocastanum | Direkt Bild zu diesem Denkmal hochladen |
| ND-7340-321 | Baumgruppe am Würschhauserhof   | Würschhauserhof, an der L 473 Lage                        | zwei markante Bäume    | Direkt Bild zu diesem Denkmal hochladen |

## Ehemalige Naturdenkmale
| Nr. | Bezeichnung | Lage                                             | Beschreibung                                 | Bild                                    |
| --- | ----------- | ------------------------------------------------ | -------------------------------------------- | --------------------------------------- |
|     | Buche       | nördlich der Würschhausermühle an der L 475 Lage | Fagus sylvatica; Rechtsverordnung aufgehoben | Direkt Bild zu diesem Denkmal hochladen |